# Mc Biel

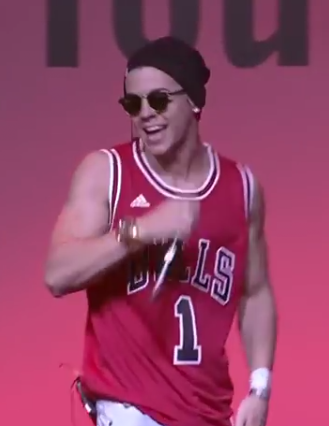
Mc Biel, 2021

MC Biel, eigentlich Gabriel Araujo Martins Rodrigues (* 20. März 1996 in Lorena, Bundesstaat São Paulo, Brasilien) ist ein brasilianischer Popsänger, der allgemein als der Justin Bieber Brasiliens gilt. Er hat Erfolge in Brasilien vorzuweisen.

## Werdegang
Biel entstammt bürgerlichen Verhältnissen, seine Mutter ist Juristin, sein Vater ein landesweit bekannter DJ und Konzertveranstalter. Der Wunsch Sänger zu werden, war durch das Vorbild des Vaters als Musiker bestimmt. Er singt seit seinem sechzehnten Lebensjahr.
Nach dem Abitur wollte er ein Studium der Medizin beginnen, dass er aber aufgrund seiner Karriere vorzeitig abbrach.
Durch Youtube erhielt er binnen kurzer Zeit Millionen von Anhängern, landete seitdem mehrere Hits, die ihn auch in regelmäßige Sendungen des Fernsehens brachten; die drei Hits waren "To tirando Onda", "Boquinha" und "Pimenta". Die Einflüsse seiner Musik sind Funk und Rap, gemixt mit brasilianischen Rhythmen. Seine Vorbilder sind vom Habitus her Justin Bieber, vom Stil Ed Sheeran und Wiz Khalifa. Aufgrund eines Skandals ruhte die Karriere von Biel bis September 2016, danach begann er wieder.

## Werk

### Alben
- Mc Biel, 2014.
- Biel, 2015.

### Singles
- Ela e baladeira, 2013.
- To tiranda onda, 2014.
- Pimenta, 2014.
- Boquinha, 2015.
- Demoro, 2015.
- Quimica, 2015.

### Fernsehen
- WEBiel, Doku-Serie über Biel, seit 2014.
- Domingo Leal, Sendung, als Reporter unterwegs.

## Auszeichnungen
- Meus Premios Nick, 2015.
- Radio Music Awards Brazil, 2015.